# Février 1902

## Événements
- 2 février, Paris: arrestation du chef des "Apaches", Manda, à sa sortie de l'hôpital Tenon.
- 4 février :
  - Premier vol en ballon au-dessus de l'Antarctique avec Robert Falcon Scott et Ernest Shackleton qui montent à 244 mètres d'altitude avec un ballon à hydrogène pour prendre les premières photos aériennes de l'Antarctique.
  - Premier Congrès du CUP à Paris, organisé avec l’appui des chrétiens syriens résident en France[1].

- 5 février, France : la journée de travail est limitée à 9 heures maximum pour les mineurs.
- 9 février, Paris: le docteur Doyen sépare deux petites sœurs siamoises du cirque Barnum (une seule survivra plus d'un an).

- 15 février
  - Allemagne : inauguration du métro de Berlin.
  - France : vote d'une loi rendant obligatoire la vaccination antivariolique pour les enfants de moins d'un an (première loi vaccinale en France).
  - opéra: présentation à Leipzig de "Oreste" de Felix von Weingartner.
- 18 février, opéra: première du "Jongleur de Notre-Dame" de Jules Massenet.
- 25 février, Royaume-Uni: Hubert Cecil Booth fonde le "Vacuum Cleaner Co Ltd" pour construire les premiers aspirateurs.
- 28 février, Paris: le président du Conseil, Pierre Waldeck-Rousseau, est grièvement blessé lors d'un accident de fiacre.

## Naissances
- 1er février : Langston Hughes, écrivain américain († 22 mai 1967).
- 4 février : Charles Lindbergh, aviateur américain († 26 août 1974).
- 8 février :
  - Lyle Talbot, acteur américain († 2 mars 1996).
  - Auguste Verdyck, coureur cycliste belge († 14 février 1988).
- 9 février : Ivan Leonidov, architecte, peintre et enseignant russe († 6 novembre 1959).
- 11 février : Arne Jacobsen, designer danois († 24 mars 1971).
- 20 février : Pé Verhaegen, coureur cycliste belge († 5 avril 1958).
- 22 février : Alfred Georges Regner, peintre graveur français († 20 septembre 1987).
- 26 février : « Algabeño hijo » (José García Carranza), matador espagnol († 30 décembre 1936).
- 27 février : John Steinbeck, écrivain américain († 20 décembre 1968).

## Décès
- 7 février : Thomas Sidney Cooper, peintre britannique (° 26 septembre 1803).
- 12 février : Frederick Temple Hamilton-Temple-Blackwood, gouverneur du Canada (° 21 juin 1826).